# Lamas (Miranda do Corvo)
Lamas is een plaats (freguesia) in de Portugese gemeente Miranda do Corvo en telt 935 inwoners (2001).